# Wilhelm von Kröcher
Friedrich Wilhelm Karl von Kröcher (* 10. März 1782 in Lohm; † 12. Januar 1861 in Vinzelberg) war ein deutscher Rittergutsbesitzer und Verwaltungsbeamter.

## Leben

### Herkunft
Wilhelm von Kröcher entstammte dem Adelsgeschlecht Kröcher. Seine Eltern waren der Rittergutsbesitzer, Domherr von Havelberg, Hans von Kröcher (1755–1798) auf Lohm, Rodan und Sagast und Ehrengard, geb. von Krosigk, eine Tochter von Anton Friedrich von Krosigk.

### Werdegang

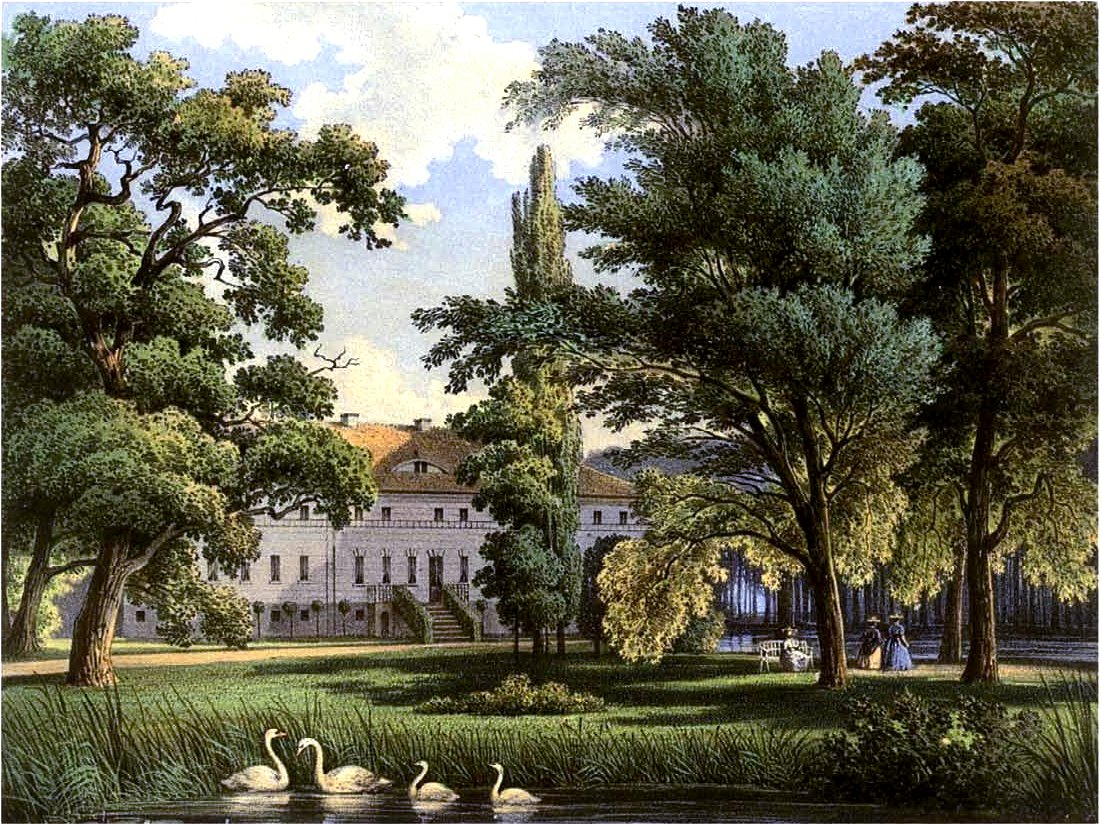
Schloss Vinzelberg um 1860/1861, Sammlung Alexander Duncker

Wilhelm von Kröcher studierte Rechtswissenschaften an der Universität Erlangen. 1802 wurde er Mitglied des Corps Marchia Erlangen. Nach dem Studium trat er in den preußischen Staatsdienst ein. Am 1. Juli 1816 wurde er erster Landrat des neu geschaffenen Landkreises Gardelegen. Er bekleidete das Amt bis 1843, als ihm sein Sohn Friedrich Wilhelm als Landrat nachfolgte.
Von Kröcher war Besitzer der altmärkischen Rittergüter Vinzelberg, Deetz, Käthen und Wendisch-Börzitz und der westpreußischen Rittergüter Plutowo, Falenczin und Gluchowo. Er war Landesdirektor der Altmark, also auch Vorsitzender des Kommunallandtags der Altmark.

### Familie
Er war verheiratet mit Sophie Gräfin von Alvensleben (1790–1848), Tochter des Staatsmanns Johann Ernst von Alvensleben. Ihre Kinder waren Friedrich Wilhelm, Landrat des Landkreises Gardelegen, Marie Helene (1812–1853), dritte Ehefrau von Heinrich Friedrich von Itzenplitz, preußischer Minister und Parlamentarier, August Henning, Mitglied des Preußischen Herrenhauses, und Karoline Ehrengard (1821–1895), Ehefrau von Udo Gebhard Ferdinand von Alvensleben, Mitglied des Preußischen Herrenhauses.
Sein Schwager war der preußische Finanzminister Albrecht von Alvensleben.

## Auszeichnungen
- Ritter des Johanniterordens[4]